# Emil Dovifat
Emil Dovifat (Moresnet, 17 de diciembre de 1890 - Berlín, 8 de octubre de 1969) fue un afamado periodista alemán. Considerado uno de los padres de la publicidad, y uno de los investigadores de comunicación más importantes del primer tercio del siglo XX. Fue uno de los impulsores de los estudios universitarios de publicidad y de la dimensión académica del periodismo. 

## Biografía
Nació en Moresnet, un pequeño condominio convertido en un territorio neutral con soberanía compartida entre Alemania, Bélgica y los Países Bajos. En 1919, tras la firma del Tratado de Versalles, Moresnet fue anexionado a Bélgica.
Estudió filosofía en las Universidades de Munich y de Leipzig. Más tarde, se doctoró en la Universidad Humboldt de Berlín. Discípulo de Carl Sonnenschein (1876-1929), figura relevante del catolicismo social alemán y pionero en los estudios de periodismo durante la República de Weimar.
En 1928 comenzó su actividad docente como profesor de periodismo en la Universidad Friedrich-Wilhelms de Berlín. En 1935 creó la primera emisora de radio universitaria en Europa. Posteriormente desempeñó el cargo de director del Instituto de Periodismo de la Universidad Libre de Berlín (1948-1959). En 1956, creó la revista Publizistik con un amplio abanico de contenidos temáticos: prensa, revistas, radio, televisión, retórica, publicidad, etc.
Fue uno de los padres de la publicística y uno de los investigadores de comunicación más importantes de los años veinte. En las clases, Dovifat insistía en diferenciar información de opinión, y sus ideas sobre público y opinión pública tuvieron una influencia central a la trayectoria profesional de Elisabeth Noelle-Neumann.
Emil Dovifat murió en Berlín en 1969 a la edad de 78 años. Su tumba está en el cementerio de Zehlendorf.

## Obra
Dovifat definió el concepto de periodismo y teorizó sobre las prácticas profesionales, la ética, y los diferentes géneros periodísticos. Fue uno de los impulsores de los estudios universitarios de publicidad y de la dimensión académica del periodismo en Alemania. Sus trabajo incluyen aspectos como las técnicas constructivas y la Deontología profesional periodística, la privacidad y el derecho al honor, el rumor y las fuentes.
Su obra de inspiración católica tuvo gran influencia y difusión en España y América Latina.
La vida y obra de Emili Dovifat ha sido recogida en Dimensiones of public communication: Publizistik the system of Emilia Dovifat (1971), de Wolf Leo Hurting y en Emilia Dovifat: Ein katholischer Hochshullehrer und Publizist (1986), de Klaus-Ulrich Benedikt.
Entre sus libros destacan:
- Zeitungswissenschaft, 2 vols. Gruyter, Berlín, 1931.
- Zeitungslehre, 2 vols. [I. Theoretische Grundlagen. Nachricht und Meinung. Sprache und Form. II. Schriftleitung. Stoffbeschaffung und Bearbeitung. Technik und Wirtschaft des Betriebes], Gruyter, Berlín, 1937.
- Handbuch der Publizistik, 3 vols. [I. Allgemeine Publizistik; II. Praktische publizistik (1); III. Praktische publizistik (2)], Gruyter, Berlín, 1968-1969.

En lengua española se han publicado estas monografías:
- Periodismo, UTEHA, Ciudad de México, 1959.
- Política de la información, Eunsa, Pamplona, 1980.

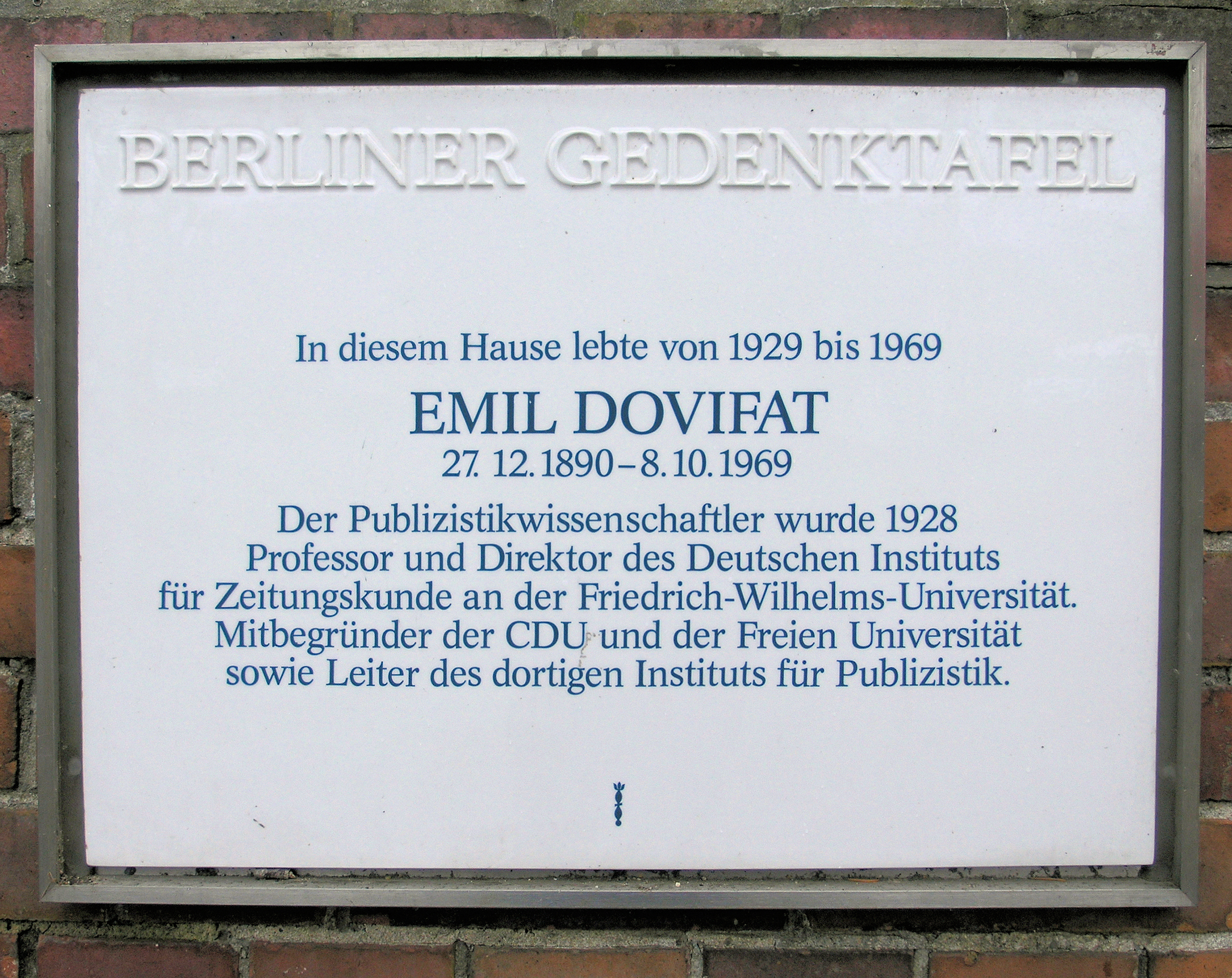
Placa conmemorativa de Emil Dovifat, situada en Charlottenburger Strasse 2, Berlín-Zehlendorf.

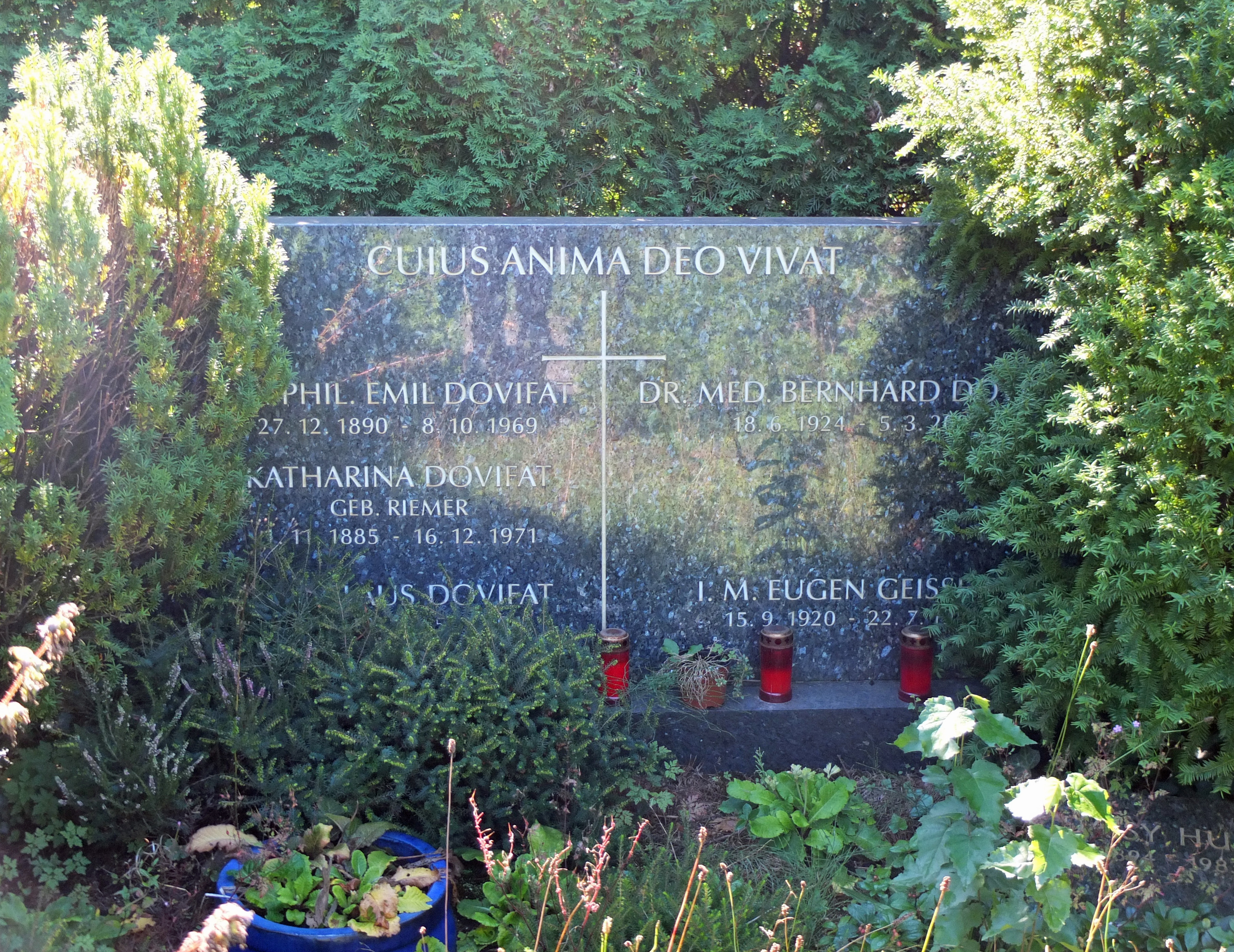
Tumba de Emil Dovifat en el cementerio de Zehlendorf (Berlín)